# Gemeinde Braslovče

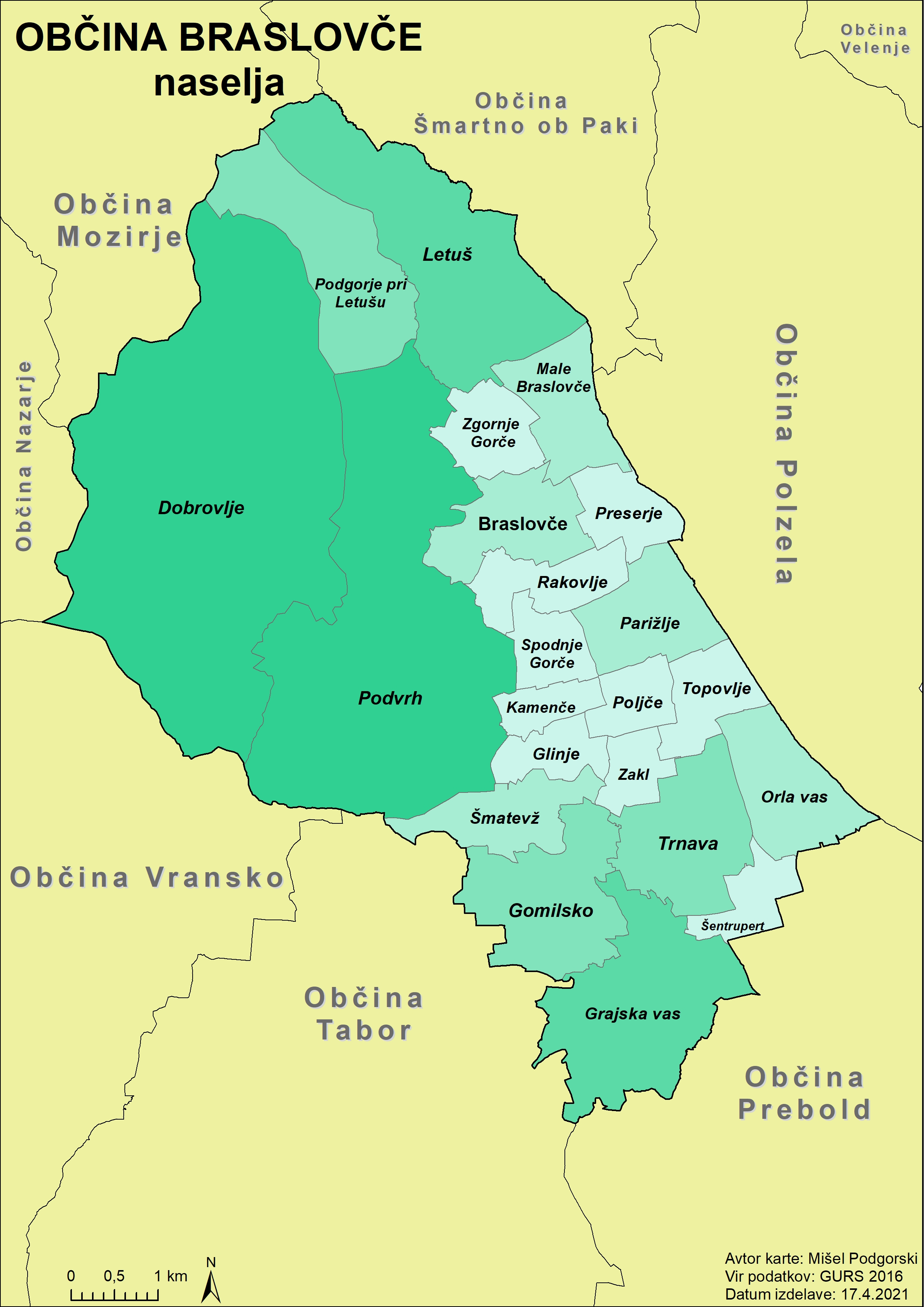
Übersichtskarte der Ortsteile

Die Gemeinde Braslovče (deutsch (historisch) Fraßlau) ist eine Gemeinde in Slowenien im historischen Bezirk Untersteiermark, Region Savinjska westlich von Celje. Verwaltungssitz ist die Ortschaft Braslovče. 

## Lage
Die Gemeinde Braslovče liegt im nordwestlichen Teil des Unteren Savinja-Tals (slowenisch: Spodnja Savinjska dolina) und reicht mit der Hochebene Dobrovlje ins Alpenvorland. 

## Ortschaften
Zur Gemeinde gehören die folgenden Ortschaften (in Klammern die deutschsprachigen Namen aus der Zeit von vor 1918)
- Braslovče (Fraßlau)
- Dobrovlje (Dobroll)
- Glinje (Glinnach)
- Gomilsko (Lebern) (erstmalige urkundliche Erwähnung im Jahre 1545)
- Grajska vas (Burgdorf)
- Kamenče (Komentsche) (erstmalige urkundliche Erwähnung im Jahre 1423)
- Letuš (Letusch, 1943–1945 Sannbrück) (erstmalige urkundliche Erwähnung im Jahre 1340)
- Male Braslovče (Ruhetal)
- Orla vas (Rabendorf)
- Parižlje (Parisle) (erstmalige urkundliche Erwähnung im Jahre 1383)
- Podgorje (Absberg)
- Podvrh (Unterberg bei Sannbrück)
- Poljče (Paltschach)
- Preserje (Pressern)
- Rakovlje (Rakoule, 1943–1945 Kroisbach)
- Spodnje Gorče z (Untergortsche, 1943–1945 Sannegg) (erstmalige urkundliche Erwähnung im Jahre 1269)
- Šentrupert (Sankt Ruprecht) (erstmalige urkundliche Erwähnung im Jahre 1336)
- Šmatevž (Sankt Mattäi, 1943–1945 Straußenegg)
- Topovlje (Toppoulach)
- Trnava (Sankt Rupert)
- Zakl en Zgornje Gorče (Sackel)

## Nachbargemeinden
| Mozirje          | Šmartno ob Paki                             | Šmartno ob Paki |
| Nazarje, Vransko | Kompassrose, die auf Nachbargemeinden zeigt | Polzela         |
| Tabor            | Tabor, Prebold                              | Prebold         |

## Sehenswürdigkeiten
- Dobrovolje-Hochebene
- Tal der Savinja
- Burg Žovnek
- Schloss Legant
- Braslovško-See
- Žovneško-See